# سیارک ۲۴۰۰۵
سیارک ۲۴۰۰۵ (به انگلیسی: 24005 Eddieozawa، نامگذاری:1999RB59) بیست و چهار هزار و پنجمین سیارک کشف شده‌است که در ۷ سپتامبر ۱۹۹۹ کشف شد.
قدر مطلق سیارک برابر ۱۴.۸ است.